# セバスティアン・アンデション
マルティン・セバスティアン・アンデション（Martin Sebastian Andersson, 1991年7月15日 - ）は、スウェーデン・スコーネ県エンゲルホルム出身のサッカー選手。ポジションはFW。

## クラブ経歴
2010年にスーペルエッタン (2部リーグ)のエンゲルホルムFFでプロデビュー。2011年シーズンは28試合12ゴールを記録し、3位躍進の原動力となり、2012年にカルマルFFに移籍。以降ユールゴーデンIF、IFKノルシェーピンとアルスヴェンスカン (1部リーグ)のチームを渡り歩き、2016年シーズンはIFKノルシェーピンで30試合14ゴールを記録し、1部リーグで初の二桁ゴールを記録した。
2017年8月31日、ツヴァイテリーガの1.FCカイザースラウテルンと3年契約を締結。加入1年目は2部リーグながら12ゴールを記録。
2016年6月、1.FCウニオン・ベルリンと2年契約を締結。2018-19シーズンも2部リーグで12ゴールを決め、初のブンデスリーガ昇格に貢献。初のトップリーグとなった2019-シーズンも前線で奮闘し、2020年2月にはウニオン・ベルリンとの契約延長に合意。同シーズンは33試合12得点を記録し、渡独後3年連続二桁ゴールを達成し、ブンデスリーガ残留に導く。この活躍もあり、2019-20シーズン終了後にはシャルケ04、ニューカッスル・ユナイテッドFC、リーズ・ユナイテッドFCなどが、アンデションの獲得に興味を示していると報じられた。
2020年9月15日、1.FCケルンと2023年までの契約を結んだ。
2024年1月、1.FCニュルンベルクに加入した。

## 代表経歴
2017年1月のコートジボワール戦でスウェーデン代表デビュー。同年同月のスロバキア戦では2ゴールを決め、代表初ゴールを記録している。しかし、2018 FIFAワールドカップは招集外に終わった。